# ريباليموساني
ريباليموساني هي كومونا في مقاطعة كامبوباسو في منطقة موليز الإيطالية، وتقع على بعد حوالي 6 كيلومتر (4 ميل) شمال كامبوباسو .
وتقع ريباليموساني على حدود البلديات التالية: كامبوباسو ، وكاستروبينيانو ، وليموزانو ، وماتريس ، ومونتاجانو ، وأوراتينو.

## المدن التوأم
- بورجو توسينيانو ، إيطاليا

## مشاهير
- باولو نيكولا جيامباولو (1757-1832) ، رجل دين وخبير زراعي إيطالي